# Cazenga
Cazenga ist eine Ortschaft und ein Kreis in der Metropolregion der angolanischen Hauptstadt Luanda.
Im Jahr 1975 war Cazenga noch vorwiegend von Einwohnern europäischer Herkunft bewohnt. Nach dem Ausbruch des Bürgerkriegs zogen jedoch immer mehr Flüchtlinge aus den Unruhegebieten nach Luanda und insbesondere in dieses Stadtgebiet, welches die größte Zahl an Flüchtlingen aufnahm. Der Kreis leidet dadurch bis heute an einem Mangel an sozialer Infrastruktur.

## Verwaltung
Cazenga ist Sitz eines gleichnamigen Kreises (Município) der Provinz Luanda. Der Kreis Cazenga hat 38,6 Quadratkilometer Fläche und 862.351 Einwohner (Volkszählung 2014), nach etwa 425.000 Einwohnern 2009 (Schätzung 2009). Die Schätzung für 2019 ergibt 1.045.000 Einwohner.
Im Westen grenzen die Stadtteile Rangel und Sambizanga, im Norden Cacuaco an. Im Osten liegt Viana und im Süden Kilamba Kiaxi.
Cazenga gliedert sich in sechs Stadtbezirke (Distritos Urbanos):
- Cazenga
- Hoji ya Henda
- Tala Hady
- Kima Kieza
- Kalawenda
- 11 de Novembro

## Wirtschaft
Zur Zeit der Unabhängigkeit befand sich in Cazenga eine der produktivsten Industriezonen von Angola. Unternehmen wie IFA, Mabor General, Ulisses, Textang, Curbol und Condel waren hier ansässig. Kurz danach begann jedoch aufgrund fehlender qualifizierter Arbeitskräfte, mangelnder Wartung der Maschinen, fehlender Materialien und schlechter Geschäftsführung der wirtschaftliche Abstieg. Aus dem Industriegebiet wurde ein Industriefriedhof. Auch die Wiedereinführung der Marktwirtschaft 1990 konnte die Lage nicht umkehren. Nur ein Unternehmen hat überlebt, der Hersteller elektrischer Leiter Condel. Die Stilllegung Dutzender Fabriken führte zu einem starken Anwachsen der Arbeitslosigkeit. Viele ehemalige Industriearbeiter widmeten sich nun dem prekären Handel auf informellen Märkten wie Asa Branca.

## Infrastruktur
In Cazenga verfügen nur 14 % der Haushalte über kanalisiertes Wasser, der Anteil mit Stromanschlüssen liegt etwas höher, aber es gibt regelmäßige Stromausfälle. Große Wohnanlagen – auch das Gebäude der Stadtverwaltung – besitzen daher eigene Generatoren. Es gibt 83 öffentliche Schulen, darunter sechs Sekundarschulen, eine Lehrerausbildungsstätte und ein Instituto Médio Politécnico sowie zwei Krankenhäuser. 
Im Zuge des 2011 begonnenen städtischen Requalifizierungsprojekts (Projeto de Requalificação Urbana) für Cazenga und Sambizanga sollen hier 60 Apartmenthäuser mit Schule und Gesundheitszentrum sowie zwei neue Hauptstraßen, die  7ª Avenida und die  19ª Avenida, entstehen. Hochrangige Mitglieder der Regierung des damaligen Präsidenten José Eduardo dos Santos werden jedoch beschuldigt, insgesamt 3,15 Milliarden US-Dollar von dem Konto der für das Projekt zuständigen Bank BESA veruntreut zu haben. Zu den Beschuldigten gehört auch José Filomeno dos Santos, der Sohn des Präsidenten, General Manuel Hélder Vieira Dias Junior sowie der damalige Chef des Sicherheitsdienstes, Leopoldino Fragoso do Nascimento.

## Söhne und Töchter der Stadt
- David Mendes (* 1962), Rechtsanwalt, Menschenrechtsaktivist und Politiker

## Flugzeugunfall 1999
Am 2. Februar 1999 kehrte eine Frachtmaschine des Typs Antonow An-12 der Santa Cruz Imperial aus den Vereinigten Arabischen Emiraten (EY-ASS), registriert in Tadschikistan und betrieben für die angolanische Savanair, unmittelbar nach dem Start vom Flughafen Luanda (Angola) wegen technischer Probleme um, wohl aufgrund von Triebwerksproblemen oder -feuer. Im Anflug auf Luanda stürzte das Flugzeug 6 Kilometer östlich des Flughafens in das dicht besiedelte Wohngebiet Cazenga. Die Ladung bestand aus 14 Tonnen Lebensmitteln. Alle vier (nach anderen Angaben elf) Besatzungsmitglieder und 13 Personen am Boden starben.